# Ensley (Floryda)
Ensley – jednostka osadnicza w Stanach Zjednoczonych, w stanie Floryda, w hrabstwie Escambia.